# Reevemeer
Het Reevemeer of Revemeer is een onjuiste term voor het randmeer wat is gelegen ten noorden van de in 2021 opgeleverde Reevesluis en Reevedam en ten zuiden van de in 2023 gesloopte Roggebotsluis. Het is gelegen op de grens van de Nederlandse provincies Flevoland en Overijssel. Voor de bouw van de Reevesluis en -dam was dit water onderdeel van het Drontermeer. Na verwijderen van de Roggebotsluis staat het water in open verbinding met het Vossemeer.
Een definitieve naam voor dit water is nog niet bepaald. Wel zijn verschillende werknamen in omloop als: Revemeer, Reevemeer, Drontermeer-noord, Verlengde vossemeer of Vossemeer-zuid.
De waterstanden in het meer worden primair bepaald door de waterstand op het IJsselmeer waarmee het via het Vossemeer en Ketelmeer in open verbinding staat. Bij extreem hoogwater op de IJssel kan IJsselwater via het Reevediep dit meer instromen.
In het meer ligt het onbewoonde eiland Reve.